# Kreis Bünde

Lage des Kreises Bünde im Regierungsbezirk Minden

Der Kreis Bünde war ein von 1816 bis 1831 bestehender Kreis im Regierungsbezirk Minden in der preußischen Provinz Westfalen. Kreisstadt war Bünde. Der Kreis ging 1832 in den Kreisen Herford und Lübbecke auf.

## Lage
Der Kreis Bünde lag im Nordosten der preußischen Provinz Westfalen und gehörte zum Regierungsbezirk Minden. Im Uhrzeigersinn beginnend im Norden grenzten an den Kreis die westfälischen Kreise Rahden, Minden, Herford und Halle (Westf.) sowie im Westen das Königreich Hannover.
Das Kreisgebiet lag zwischen Teutoburger Wald und Wiehengebirge im Ravensberger Land. Das ehemalige Kreisgebiet im Ravensberger Hügelland wird von der Werre und der Else entwässert.

## Geschichte

### Vorgeschichte
Das Gebiet des späteren Kreises Bünde gehörte bis 1806 zum preußischen Verwaltungsgebiet Minden-Ravensberg, darin mit dem nordöstlichen Teil zum Fürstentum Minden (Teile der Ämter Hausberge und Reineberg), mit dem südwestlichen Teil zur Grafschaft Ravensberg (Teile der Ämter Limberg und Sparrenberg). 1806 wurde das Gebiet vom napoleonischen Frankreich besetzt und 1807 dessen neugebildetem Vasallenstaat Königreich Westphalen zugeschlagen. Hier gehörte es zum Distrikt Minden im Weser-Departement, erhielt eine Verwaltung nach französischem Vorbild und gliederte sich in mehrere Kantone. 1811 kam der größere Teil des Gebiets unmittelbar zu Frankreich (Distrikt Minden im Departement Ober-Ems). Nach der Rückeroberung durch Preußen 1813 gehörte es bis zur Gründung der Provinz Westfalen provisorisch zum Zivilgouvernement zwischen Weser und Rhein.

### Verwaltungsgeschichte

Gliederung in Kirchspiele

Der 1816 gegründete Regierungsbezirk Minden, einer von drei Regierungsbezirken in der Provinz Westfalen, wurde mit Wirkung vom 1. November 1816 durch Verordnung der Königlichen Regierung in Minden vom 18. Oktober 1816 in zwölf Kreise gegliedert, darunter der Kreis Bünde mit Sitz in Bünde. Nachdem sich die 1816 zunächst noch provisorische Verwaltungseinteilung 1818 gefestigt hatte, gliederte sich der Kreis in die Verwaltungsbezirke Bünde, Enger, Quernheim-Mennighüffen und Spenge. Neben Teilen der Kirchspiele Herford und Lübbecke sowie dem größten Teil des Kirchspiels Spenge lagen zwölf weitere Kirchspiele vollständig im Kreis. Unterhalb der Verwaltungsbezirke existierten 1821 im Kreis neben den beiden Städten Bünde und Enger 58 weitere Ortschaften, die zum größten Teil auch als Bauerschaften bezeichnet wurden.
Der Kreis wurde auf Beschluss der Provinzialregierung zum 1. Januar 1832 aufgelöst und größtenteils dem Kreis Herford zugeschlagen. Die Kirchspiele Hüllhorst und Schnathorst sowie das Dorf Oberbauerschaft wurden in den neuen Kreis Lübbecke eingegliedert.
Das Kreisgebiet entsprach in etwa dem Gebiet der heutigen Städte und Gemeinden Bünde, Enger, Hiddenhausen, Kirchlengern, Löhne, Rödinghausen sowie Spenge im Kreis Herford und Hüllhorst im Kreis Minden-Lübbecke.
Im Folgenden eine Übersicht der von 1818 bis 1831 bestehenden Verwaltungsgliederung:
| Kreis Bünde (1821)     | Kreis Bünde (1821) | Kreis Bünde (1821) |
| Verwaltungs- bezirk    | Kirchspiel         | Städte, Ortschaften, Bauerschaften |
| ---------------------- | ------------------ | --- |
| Bünde                  | Bünde              | Ahle, Stadt Bünde, Dünne mit Randringhausen, Ennigloh mit Gevinghausen, Holsen, Hüffen, Hunnebrock mit Gut Nienburg, Muckum mit Gut Böckel, Spradow, Südlengern mit Gut Steinlake, Werfen |
| Bünde                  | Herford (Teil)1    | Bermbeck mit Gut Behme, Schweicheln |
| Bünde                  | Hiddenhausen       | Eilshausen, Hiddenhausen mit Bustedt, Lippinghausen mit Sundern, Oetinghausen |
| Bünde                  | Rödinghausen       | Bieren, Ostkilver mit Gut Waghorst, Rödinghausen, Schwenningdorf, Westkilver mit Gut Kilver                                                                                               |
| Enger                  | Enger              | Belke-Steinbeck, Besenkamp, Dreyen, Stadt Enger, Herringhausen, Oldinghausen, Pödinghausen, Siele, Westerenger                                                                            |
| Quernheim-Mennighüffen | Gohfeld            | Bischofshagen, Jöllenbeck, Depenbrock, Melbergen |
| Quernheim-Mennighüffen | Löhne              | Löhne-Königlich, Löhne-Beck |
| Quernheim-Mennighüffen | Mennighüffen       | Grimminghausen mit Gut Schockemühle, Mennighüffen mit den Gütern Beck und Ulenburg, Obernbeck                                                                                             |
| Quernheim-Mennighüffen | Hüllhorst          | Ahlsen, Büttendorf, Hüllhorst, Reineberg |
| Quernheim-Mennighüffen | Kirchlengern       | Häver, Lengern, Quernheim |
| Quernheim-Mennighüffen | Lübbecke (Teil)2   | Oberbauerschaft |
| Quernheim-Mennighüffen | Schnathorst        | Bröderhausen, Holsen, Schnathorst, Tengern |
| Quernheim-Mennighüffen | Stift Quernheim    | Klosterbauerschaft, Rehmerloh, Stift Quernheim |
| Spenge                 | Spenge (Teil)3     | Hücker-Aschen, Lenzinghausen, Spenge mit den Gütern Mühlenburg und Werburg |
| Spenge                 | Wallenbrück        | Bardüttingdorf, Wallenbrück mit Gut Rollinghof |

1 Das Kirchspiel Herford lag zum größten Teil im Kreis Herford.

2 Der restliche Teil des Kirchspiels Lübbecke lag im Kreis Rahden.

3 Der Rest des Kirchspiels Spenge, die Bauerschaft Groß Aschen, lag im Königreich Hannover und stand somit nicht unter preußischer Verwaltung.

### Bevölkerungsentwicklung
Die folgende Übersicht zeigt die Einwohnerzahlen des Kreises Bünde. Bei den Zahlen handelt es sich um Volkszählungsergebnisse, die nach uneinheitlichen Erhebungsverfahren ermittelt wurden.
| Jahr      | 1818   | 1822   | 1825   | 1831   |
| Einwohner | 35.321 | 36.984 | 38.420 | 40.400 |

### Landrat
Einziger Landrat des Kreises Bünde war von 1817 bis 1831 Philipp von Borries. Das Landratsbüro war im späteren Wohnhaus des Fabrikanten Tönnies Wellensiek in der Eschstraße 35 in Bünde untergebracht. Der Landratssitz war Gut Steinlake, der Wohnsitz von Borries’. Mit der Eingliederung Bündes in den Kreis Herford übernahm von Borries das dortige Landratsamt.